# Radikal 22
Das Radikal 22 mit der Bedeutung „Kasten, eckige Schachtel“ ist eines von den 23 traditionellen Radikalen der chinesischen Schrift, die mit zwei Strichen geschrieben werden.
Das Zeichen sieht dem Hangeulzeichen ㄷ „tikeut“ ähnlich.
Mit 14 Zeichenverbindungen in Mathews’ Chinese-English Dictionary kommt es nur sehr selten im Lexikon vor.
Es gibt ein fast gleich aussehendes Radikal, dessen oberer Horizontalstrich nach links etwas übersteht: 匸 (Radikal 23). Mittlerweile ordnen moderne chinesische Wörterbücher aber auch diese Schriftzeichen unter 匚 ein wie zum Beispiel
匹 (Zählwort für Pferde und Stoffballen),
区/區 (= Region) und
医/醫 (= Arzt).
Zu Radikal 22 gehören Zeichen wie:
| Zeichen | Erklärung      |
| ------- | -------------- |
| 匡      | berichtigen    |
| 匣      | kleiner Kasten |
| 匠      | Handwerker     |

Alle diese Zeichen beschreiben Behältnisse. Der Handwerker gehört hier dazu, weil er sein Werkzeug in einem Kasten aufbewahrt. Das Zeichen zeigt diesen Kasten mit einer Axt 斤 (Radikal 69).

## Schriftzeichenverbindungen, die vom Radikal 22 regiert werden
| Striche | Zeichen     |
| ------- | ----------- |
| +0      | 匚          |
| +03     | 匛 匜 匝 匞 |
| +04     | 匟 匠 匡 匢 |
| +05     | 匣 匤 匥 医 |
| +07     | 匦 匧       |
| +08     | 匨 匩 匪 匫 |
| +09     | 匬 匭 匮    |
| +11     | 匯 匰       |
| +12     | 匱 匲       |
| +13     | 匳          |
| +14     | 匴          |
| +15     | 匵          |
| +17     | 匶          |
| +18     | 匷          |

 Im Unicodeblock Kangxi-Radikale ist das Radikal 22 unter der Codepointnummer 12.053 (U+2F15) codiert.